# 乌干达
烏干達共和國，通稱烏干達，是位於東非的內陸國家。
烏干達氣候宜人，土地肥沃。與五個國家：肯亞、坦桑尼亞、布隆迪、盧旺達和南蘇丹同為東非共同體成員。近年來，六個國家都有意合併為東非聯邦，新國體將共同使用同一部憲法、一樣的貨幣，由同一位總統與合組的議會來治理。

## 历史
虽然人类在乌干达的活动遺跡可以追溯至公元前1000年，但对于在其他洲的人進入这片土地之前的記錄，人们现在知之甚少。乌干达人直至1700年－2300年之前，尚是狩猎收集者。之后可能是来自于中非班图语部族，来到了这个国家的南部定居，带来了铁器铸造技术和新的社会和政治制度，并建立了Kitara国。Kitara国涵盖了大部分的大湖地区，从维多利亚湖、坦噶尼喀湖、艾伯特湖，到基奥加湖。
当19世纪阿拉伯人和欧洲人来到的时候，这里有好几个国家，这些国家大约建立于16世纪。其中最大且最重要的王国是布甘达（Buganda）。
1888年英国将此地置于不列颠东非公司管辖下；1894年6月，英宣布布甘达为其「保护国」；1896年，英将「保护国」范围扩展到乌干达全境，并于1907年在乌设总督。1962年10月9日烏干達宣布脫離英國統治而獨立。
1971年1月15日，陸軍參謀長伊迪·阿明发动軍事政变，夺取政权。在他的独裁统治下，大约30万乌干达人丧生。1979年，阿明發動烏坦戰爭侵略鄰國坦桑尼亚，坦桑尼亚隨後的反攻结束了阿明政权。米爾頓·奧博特二次当政后，情况无大改观，1985年被推翻；現任总统约韦里·穆塞韦尼于1986年开始执政。
2006年2月23日，乌干达总统和议会选举举行。乌干达选举委员会宣布，穆塞韦尼获胜，再次连任总统。
在2011年和2016年的总统选举中，穆塞韦尼连续获胜，继续连任总统。他的这两次连任还招致了后来反对党的批评和选举舞弊的指控，首都坎帕拉市区还发生了一些游行和骚乱。

## 政治
现任总统既是国家元首又是政府首脑；总统任命一位总理协助其工作。立法机构为国民大会，有445个席位，任期5年，多数席位經由大选产生，另有部分席位由军队等其他团队提名。

### 腐败
乌干达政府被透明国际评为世界上最腐败的政府之一，在满分为10分的评分里只获得2.4分。

## 行政区划
乌干达全国划分为112个区，这些区归入4个地理区，区下设县。大部分区份都以其主要商业或行政城市命名。

## 地理

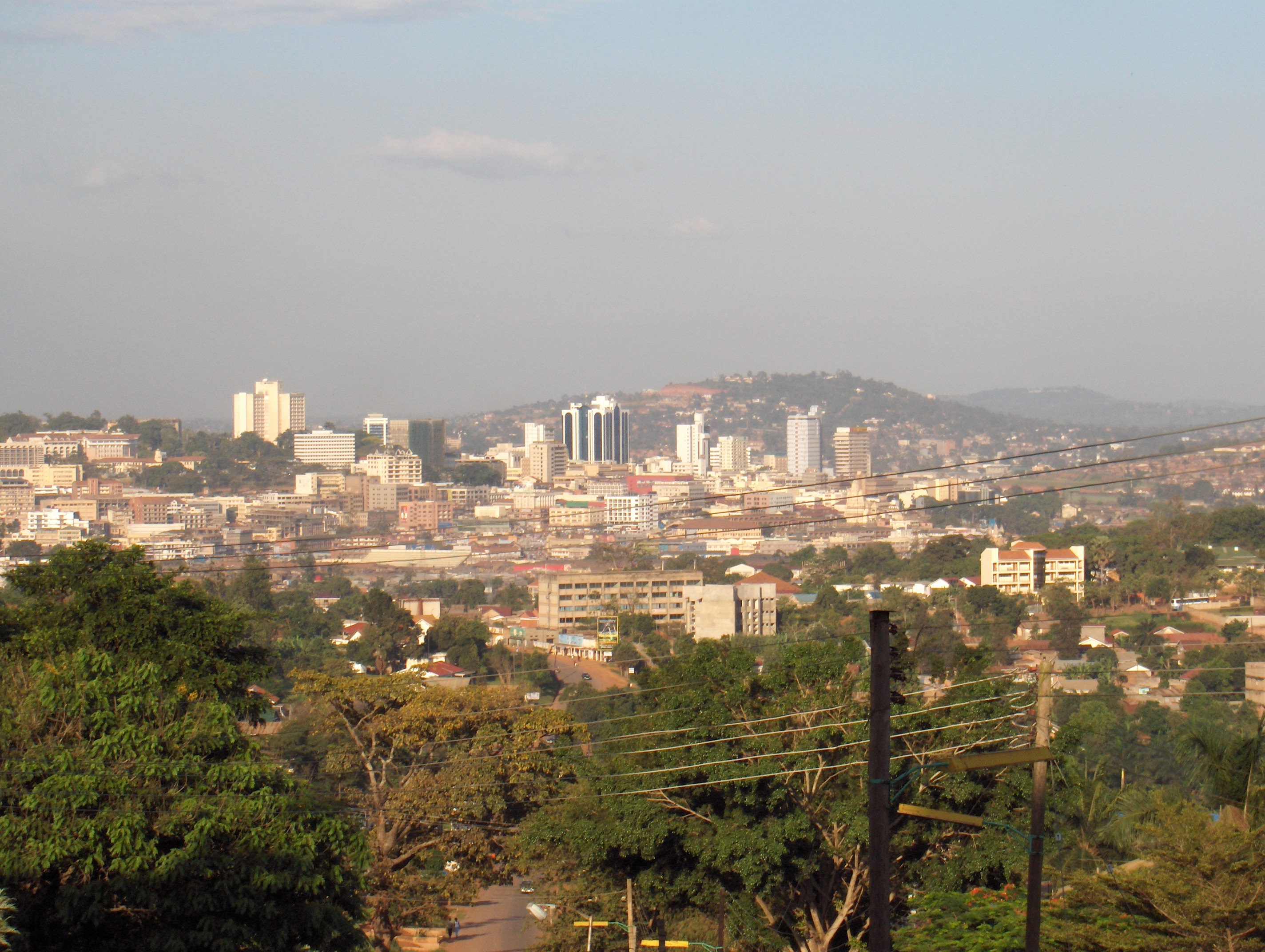
眺望首都坎帕拉

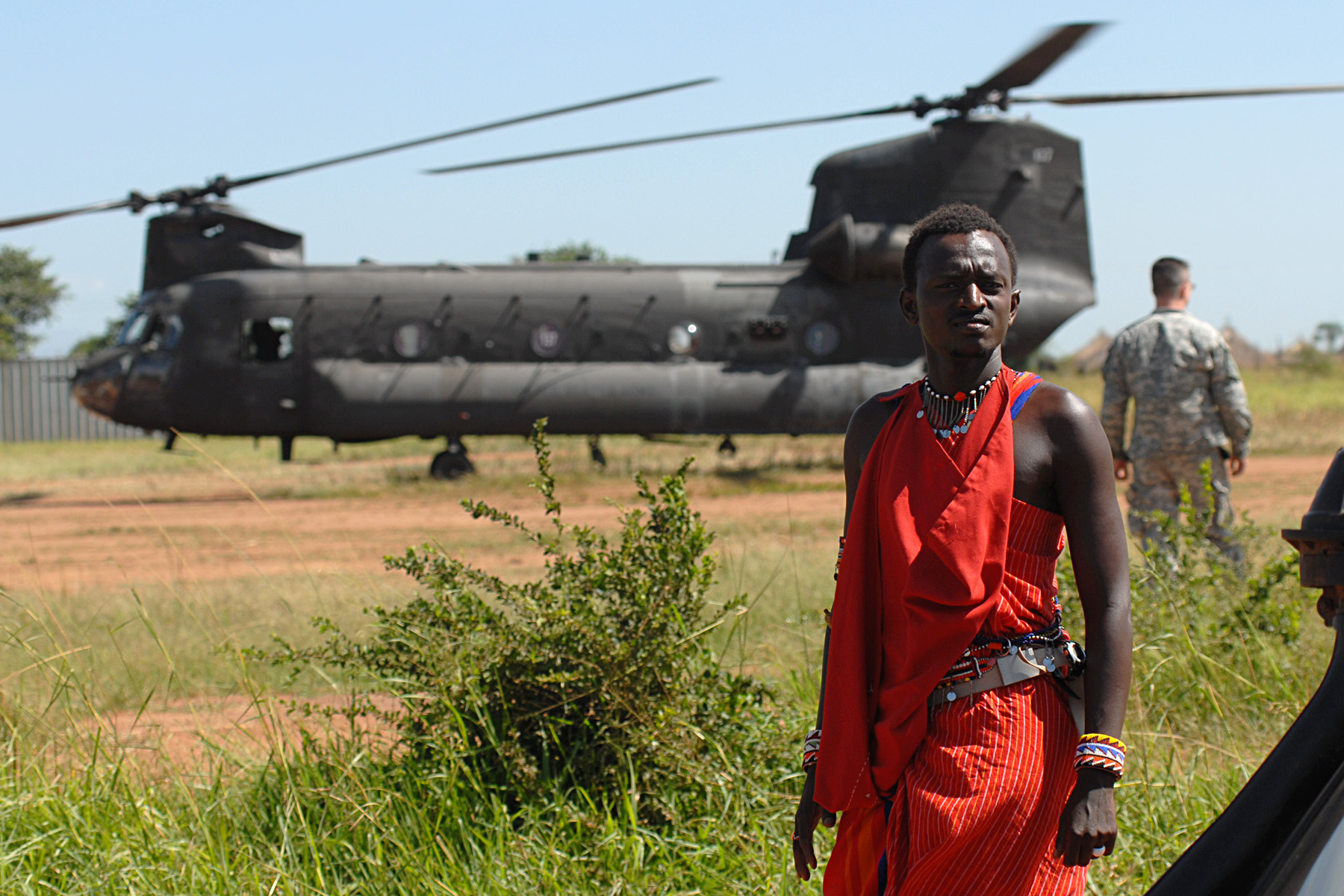
美軍直升機和烏干達傳統服飾男子

乌干达是个内陆国家，滨临很多大湖，如维多利亚湖、艾伯特湖、爱德华湖和基奥加湖。整个国家座落于高原之上，平均海拔900米；大多数地区为热带气候。重要城市多位于南部维多利亚湖畔，包括首都坎帕拉。

### 位置
烏干達位在東非中心地帶、橫越赤道，北和南蘇丹接壤，西和剛果民主共和國毗連，南界坦尚尼亞和盧安達，東臨肯亞，是一個沒有出海口的國家。全國總面積241,038平方公里，南北長644公里，東西寬563公里，形狀很像胃囊。

### 地形
由於位於東非地塹區，所以境內山高谷深，東西兩邊都有高山，西部有高達5120公尺終年積雪的高峰，西部邊界的盧文佐瑞山綿亙96公里，主峰為瑪弗瑞達峰，海拔4519公尺。東部邊界的額貢峰海拔4322公尺，東部的國家公園和狩獵預定地，面積共達9526平方公里。南部大部份地區海拔僅1524公尺；北部海拔只有610公尺。東北是酷熱乾燥的沙漠，西部是雨量豐富的森林區，東部有一望無埌的平原。惟大體說來，烏干達是個湖泊縱橫的高原。世界第二大湖的維多利亞湖有一半屬烏干達境內，它擴大了烏干達東南方的一部份領土，因此形成一個赤道上的湖泊高原。

### 水系
烏干達境內有很多河流，卡頓加河注入維多利亞湖。維多利亞湖水向北流，汇入基阿卡湖。基阿卡湖水又向西流入亞伯特湖。亞伯特湖南端有卡夫河，北端有維多利亞尼羅河。亞伯特湖，有亞伯特尼羅河，流入南蘇丹國境。亞伯特湖南方邊境上是愛德華湖；在國境西部，還有喬治湖。
非洲最大的河流白尼羅河，亦發源在維多利亞湖，流經烏干達全境後，向北進入南蘇丹、苏丹和埃及，再注入地中海。此外，東西部國境線和國內的其他地區，也有很多湖泊穿插其間，使烏干達增加了不少自然上的美景。全國湖泊面積共有35436平方公里，各地沼澤面積共約14567平方公里。

### 氣候
非洲大陸本來就以風景瑰麗壯偉見著，烏干達更是得天獨厚。由於境內山水相間，因此氣候並不太熱，平均氣溫約在攝氏15.6至26.7度（華氏60度到80度）之間，且雨量豐富，大部份地區的氣候終年有如舒適的歐洲夏季，雖然充滿了炎熱的陽光，但有涼爽的微風和陣雨；國內平均年雨量在1000公釐以上。但境內有毒蛇猖獗，人畜不時會受到災害，因此也影響到整個國家的開發工作。

## 经济

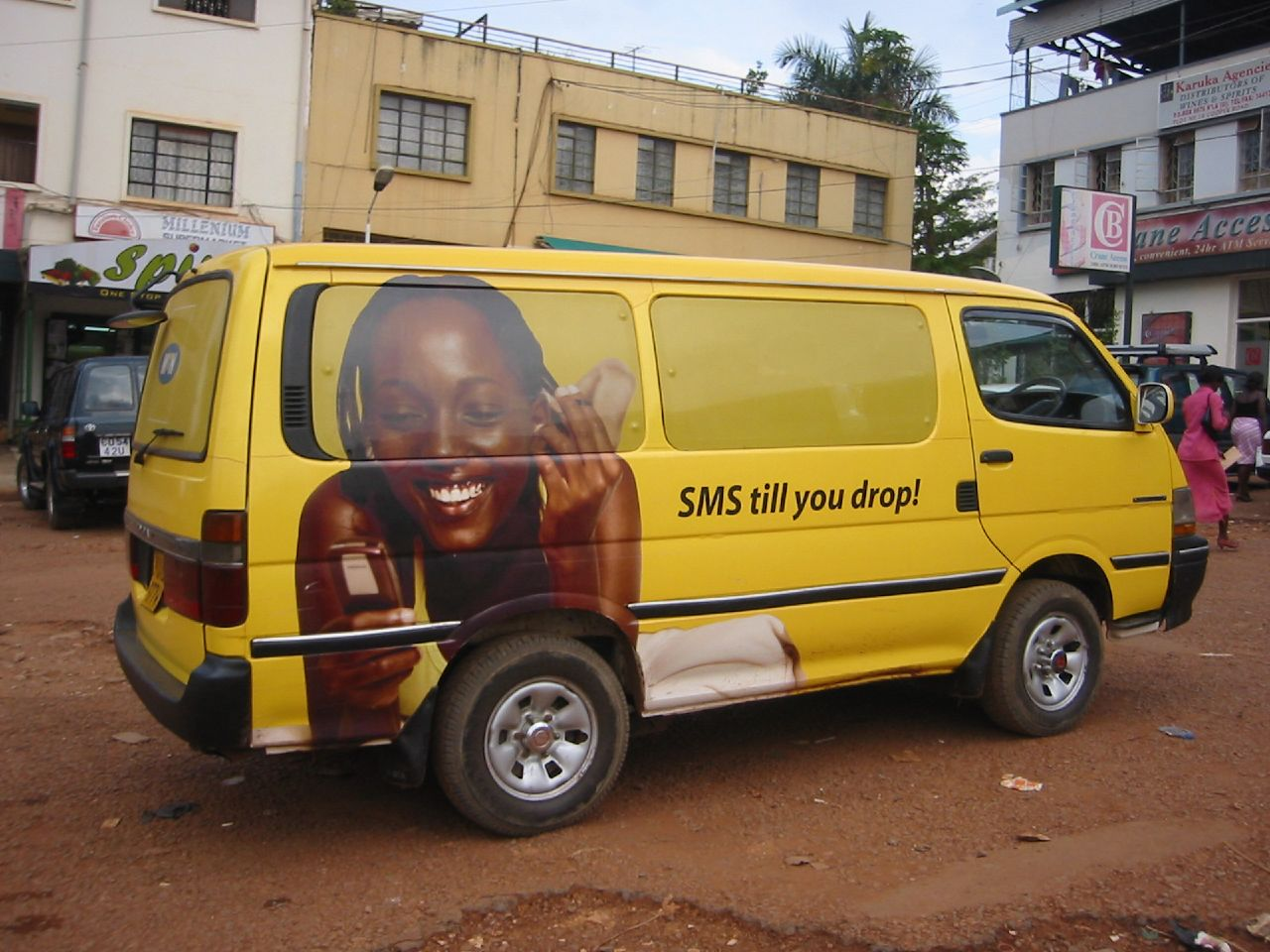
國營入股的行動電話公司車輛

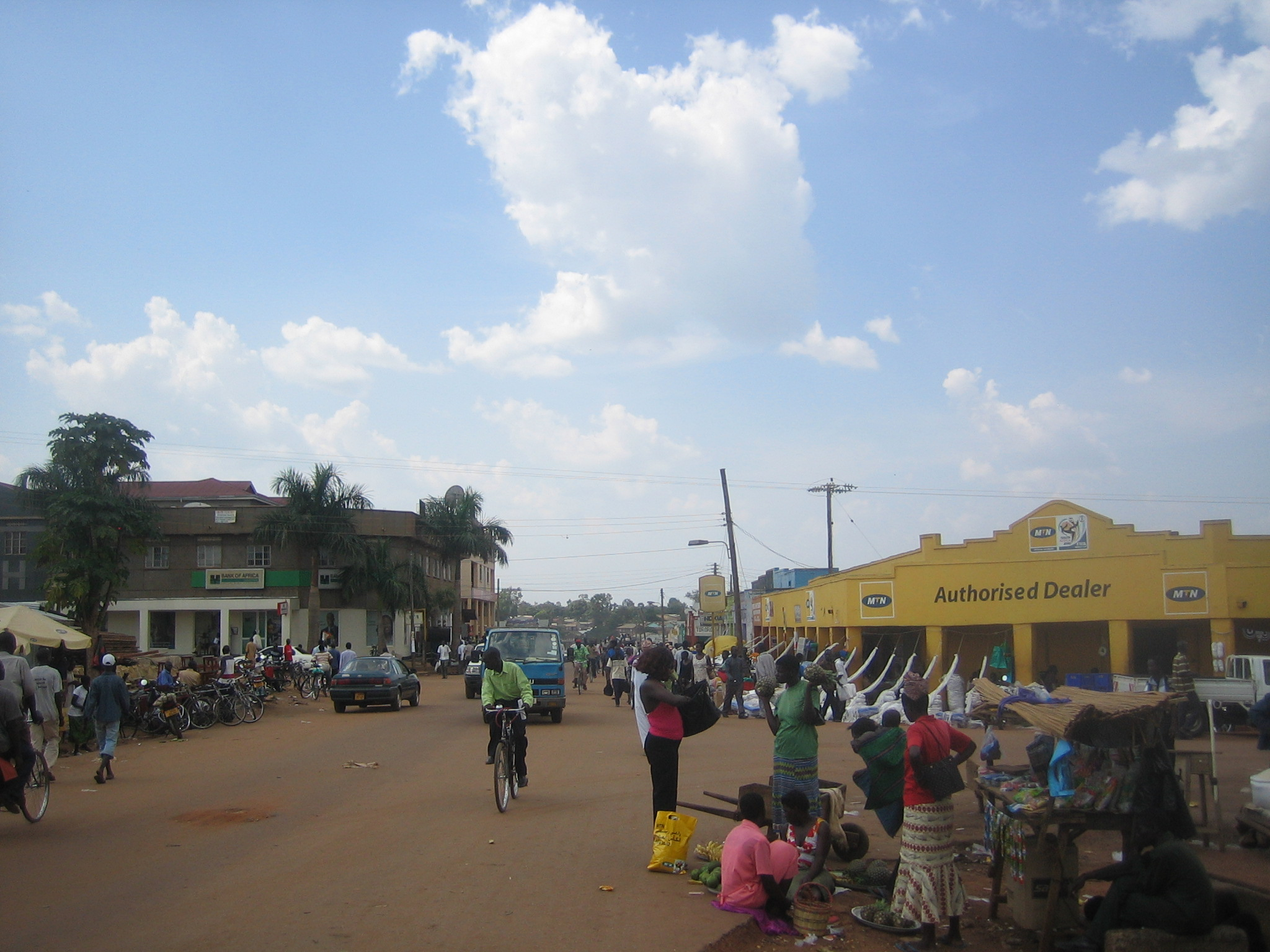
利拉市

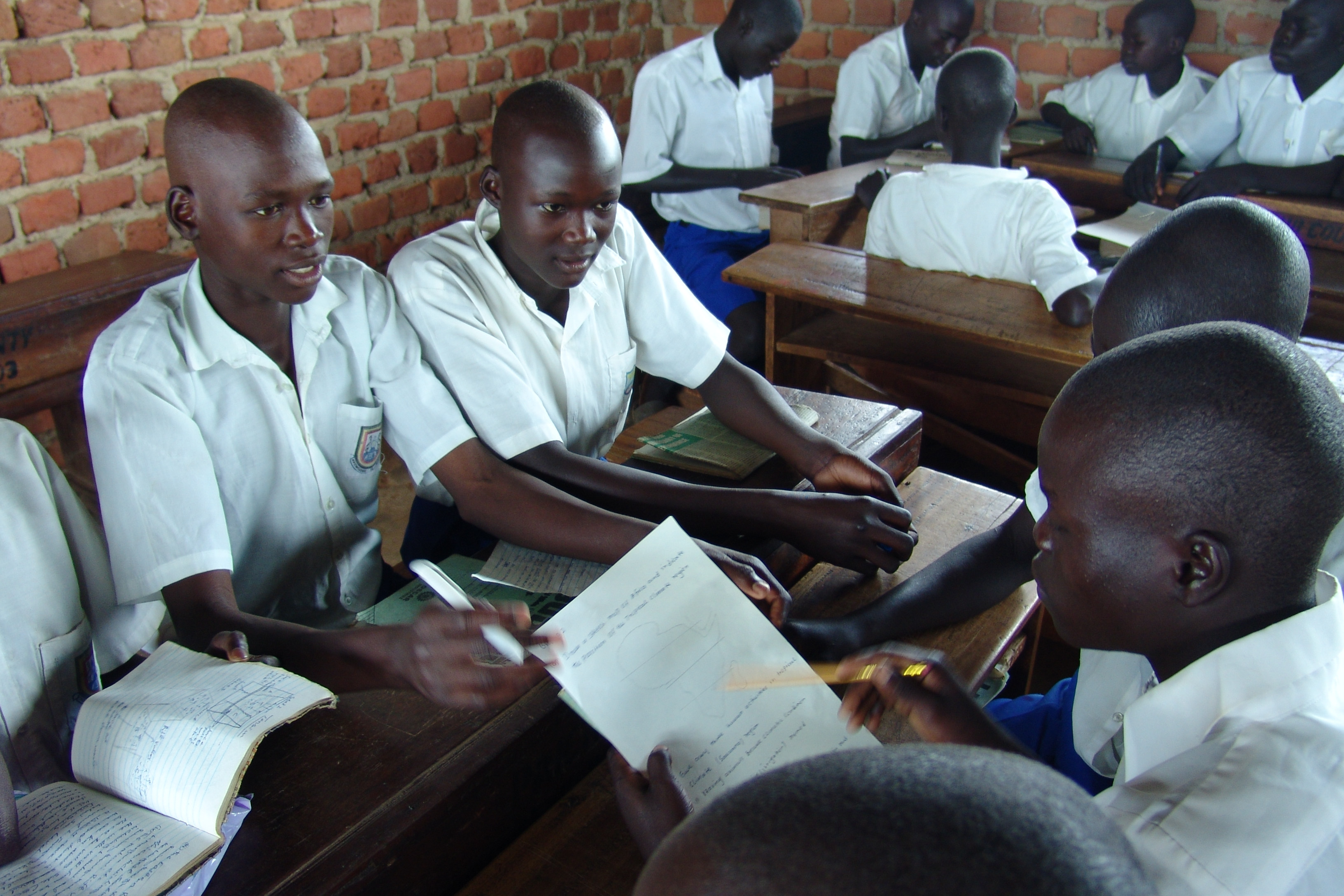
中學

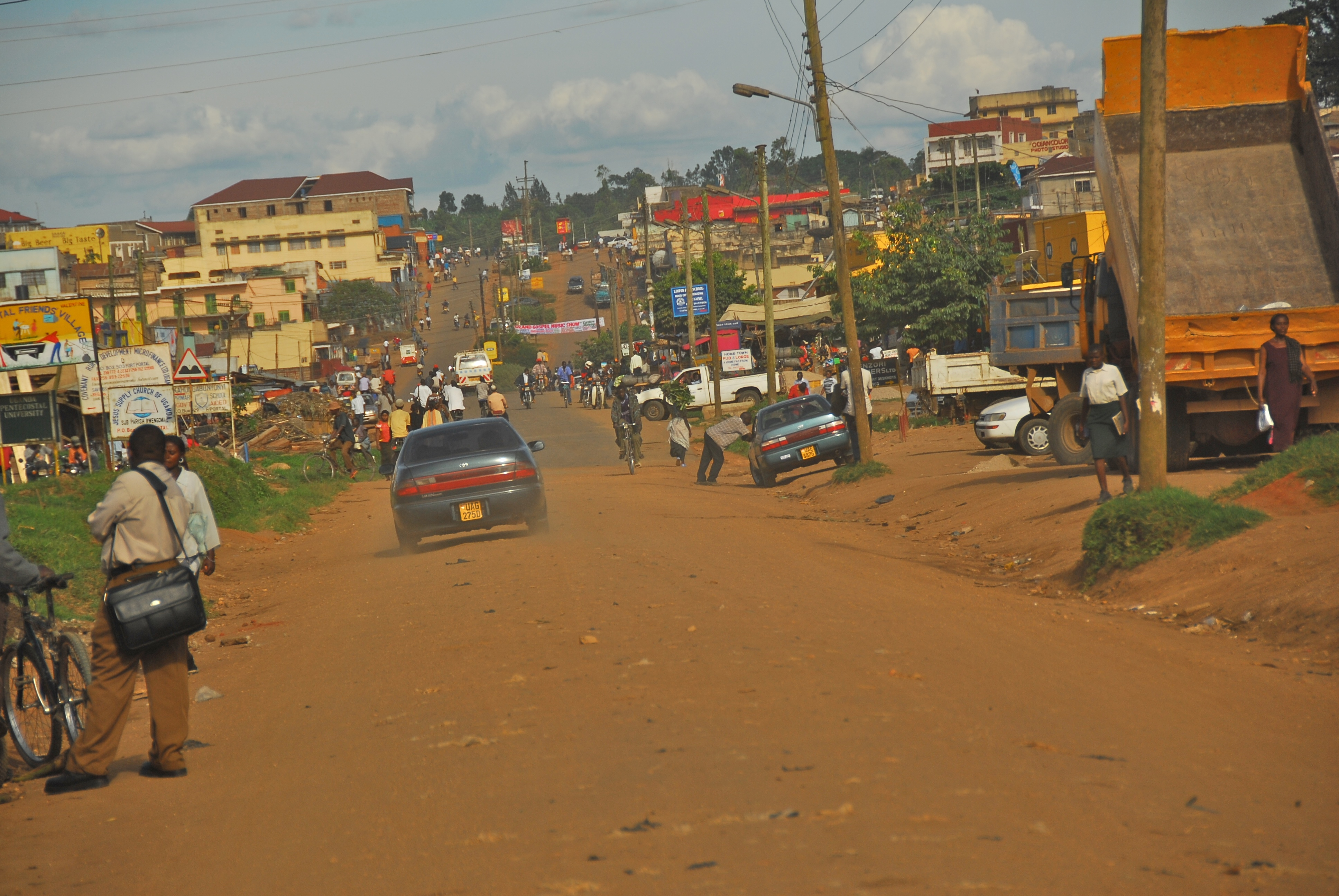
福德波特鎮

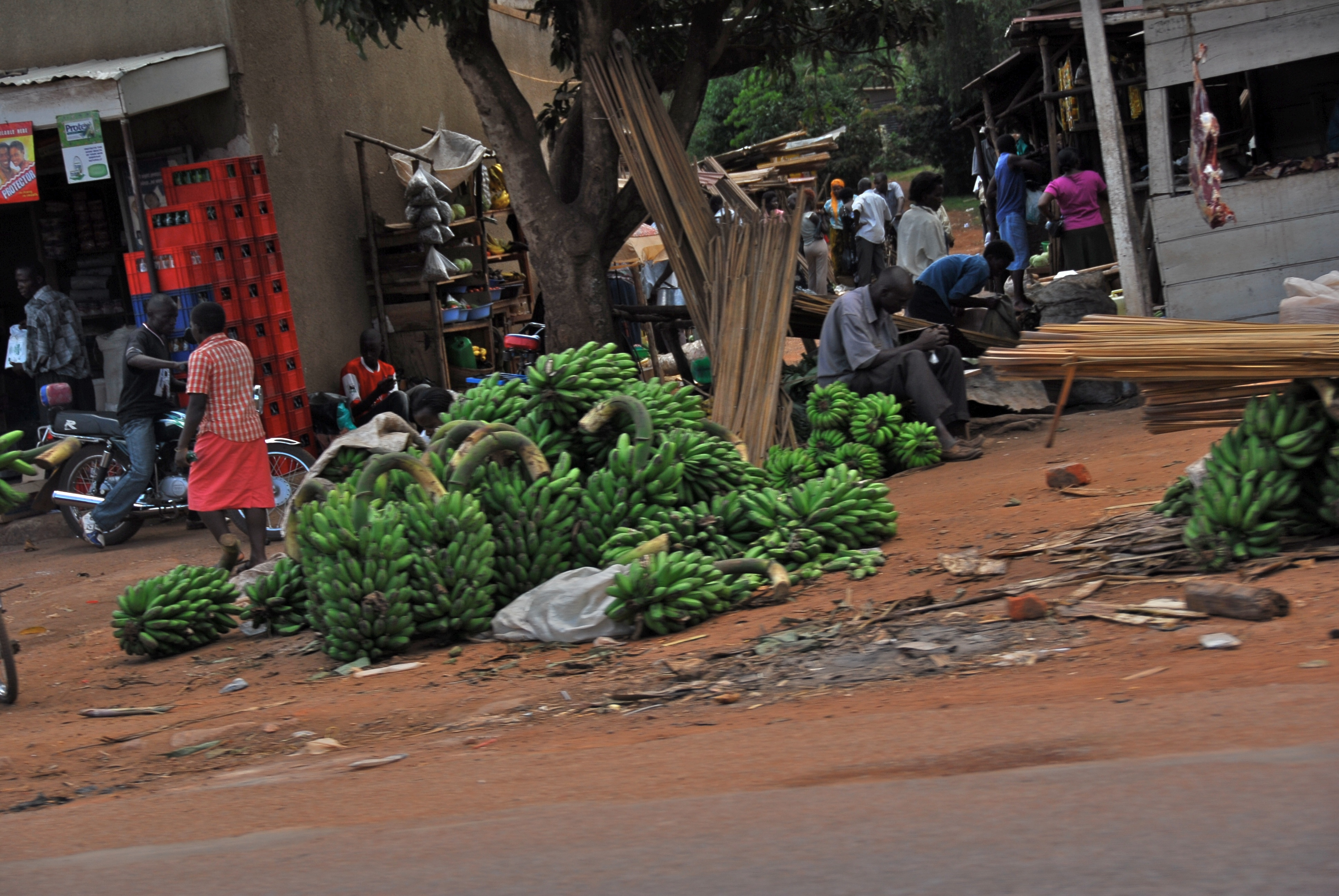
香蕉產業

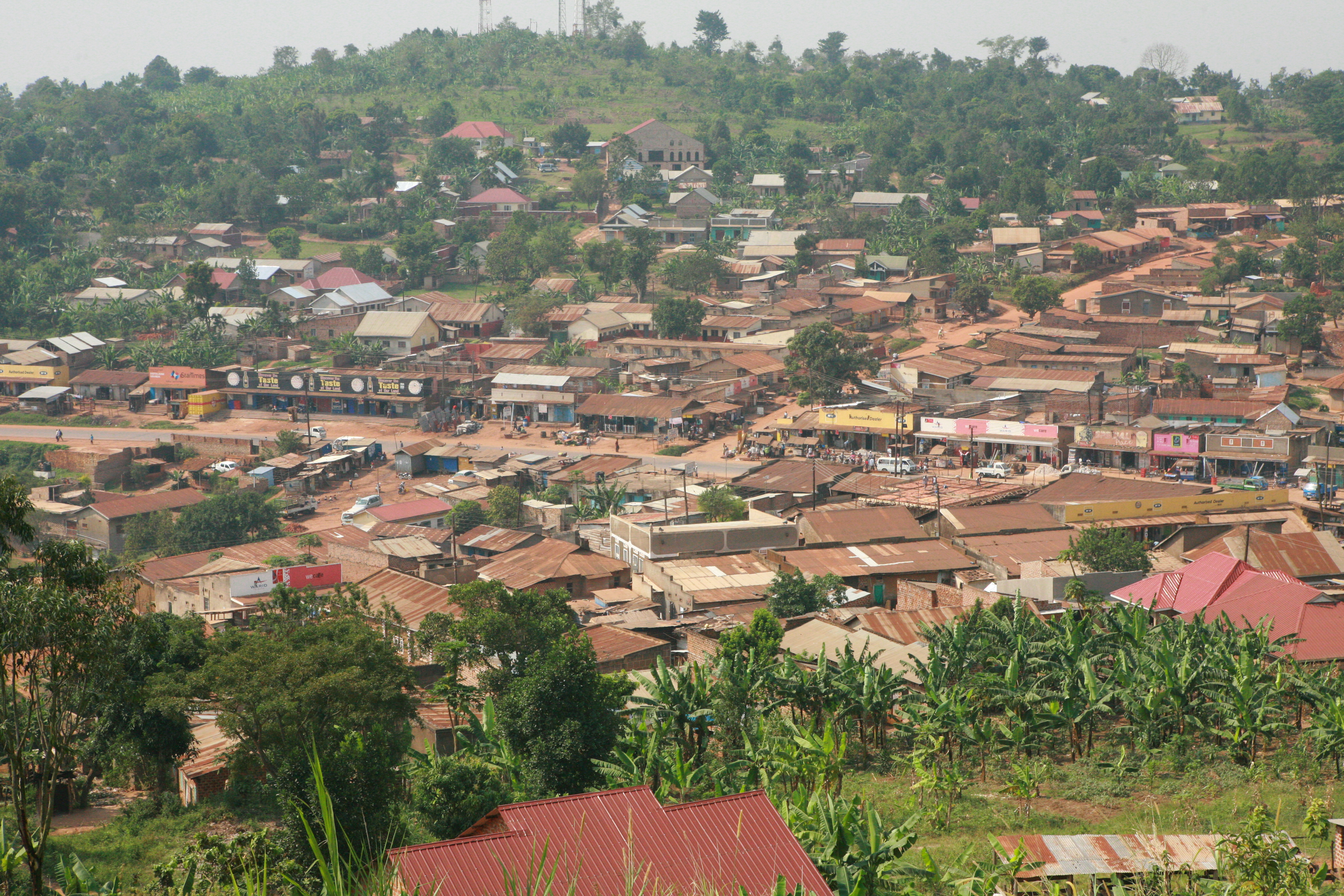
馬土加鎮

乌干达土地肥沃，矿产有铜，钴等。农业是经济最重要部门，有80%的劳动力从事农业生产。因為受到依賴式的殖民地式經濟影響，所以產生以咖啡占出口收入大部分的現象。

### 農業
烏干達水源豐富，土地肥沃，但是農耕方法還十分原始，國內82%的人民是直接或間接以農為生(1999年)，耕地面積有42514平方公里，國內生產總額有22.5%來自農業產品。農業採小農制，田裡工作由婦女擔任，主要農產品計有咖啡、棉花、菸葉、茶葉、甘蔗、樹膠和西沙爾麻等。此外，烏干達還產有花生、玉蜀黍、高梁、蓖麻油、羊角蕉、小米、樹薯、蕃薯和豆類等。小米是烏干達人傳統的主食，比較肥沃的地區以羊角蕉為主食，食用農作物年可兩收，大體上說來，境內食物尚不感缺乏。
境內森林密茂。森林約佔全國總面積17.5%，林地約佔34542平方公里。木材種類繁多，約有235種，三分之二用作保持水份土壤如維持氣候，三分之一用作生產，幾乎全部是松、柏和桃花心木等硬木。

### 畜牧業
烏干達畜牧業也很發達，境內一些山地都是畜牧地帶，全國有牛、羊、豬等。皮毛也是主要的輸出品，但是肉類和牛乳不足供應本國需要。

### 漁業
烏干達漁業也很興盛，國內湖泊和河川中都有水產，漁產多在維多利亞湖和亞伯特湖等地，國內還有魚塘約五千處。

### 礦業
烏干達礦藏豐富，但是大多數都還沒有開採，主要礦藏有鎢、錫、銅、石灰石、鹽、綠玉石、磷灰石、鉞、鉛、金、鉍、銀、鉑、鋅、鉭和磷酸鹽等。其中以銅最為重要。

### 工業
烏干達的工業已經獲得進展，棉花、咖啡、製糖和鋸木等工業日益現代化。水力發電、水泥廠、鋼鐵、傢俱和釀酒等工業都亦在發展。水電是烏干達工業發展的基礎。

## 交通
烏干達交通尚稱方便，公路和鐵路交通都以首都坎帕拉為中心向四面伸展。交通以公路為主，公路全長70,746公里，有16,272公里有鋪路面，其中有915公里是雙線瀝青公路，4828公里是全天候道路，以及13000多公里次級道路。鐵路全長共1244公里。烏干達雖然沒有海港，但是內陸水運相當發達，維多利亞湖的船隻可以和肯亞及坦桑尼亞兩國相通，亞伯特湖可通往剛果，基阿卡湖和通亞伯特湖的尼羅河上都有航運，貨客運輸都很可觀。恩德培（Entebbe）有國際標準飛機場一處，是非洲最大機場之一，另有郵政、電報及電話業務。

## 宗教信仰
1860年代，基督宗教和伊斯兰教传播至乌干达。根據2002年的人口普查結果，烏國人口有85%為基督宗教。信眾方面，羅馬天主教佔41.9%的人口，接著是新教的35.9%，東正教為最少數，12.1%的人口為穆斯林，但烏干達為伊斯蘭會議組織成員。
乌干达是全世界国家中位数年龄第二低的国家，2014年只有15.5岁。

## 語言
英语是官方语言。此外，乌干达部族众多，其中没有居绝对多数的部族。因此各部族语言众多。

## 文化
部族文化极为多样，阿敏执政时曾经大肆驱逐亚洲人（主要是印度人），现在又有很多人回归乌干达。

## 教育
坎帕拉马凯雷雷大学是乌干达重要大学之一。

## 野生動物
烏干達有豐富的動物，沿愛德華湖東岸和喬治湖西北畔，是面積1800多平方公里的伊麗莎白國家公園；裡面有聚多的黑猩猩、猿猴和大野豬等。曠野中心有大象、野牛、獅、豹和羚羊等。湖畔是河馬和鱷魚的聚集地，其他還有黑犀牛、白犀牛和長頸鹿等奇獸，及彩色鮮艷的杜鵑鳥、灰鸚鵡和鲸头鹳等禽類。

## 外部連結
Overview
- 《世界概况》上有关Uganda的条目
- Uganda from UCB Libraries GovPubs.
- Country Profile （页面存档备份，存于） from BBC News.
- Uganda Corruption Profile from the Business Anti-Corruption Portal
- 中的“乌干达”

Maps
- Printable map of Uganda from UN.org （页面存档备份，存于）
- 維基媒體的乌干达地圖集
- OpenStreetMap上有關乌干达的地理

Government and economy
- Chief of State and Cabinet Members
- Key Development Forecasts for Uganda （页面存档备份，存于） from International Futures.

Humanitarian issues
- Humanitarian news and analysis from IRIN – Uganda （页面存档备份，存于）
- Humanitarian information coverage on ReliefWeb （页面存档备份，存于）
- Radio France International – dossier on Uganda and Lord's Resistance Army （页面存档备份，存于）

Tourism
- Uganda Tourist Board
- 维基导游上有關乌干达的旅行指南
- Wikitravel旅遊指南 - 乌干达 （页面存档备份，存于）

1°N 32°E / 1°N 32°E